# Segretariato generale della Commissione europea

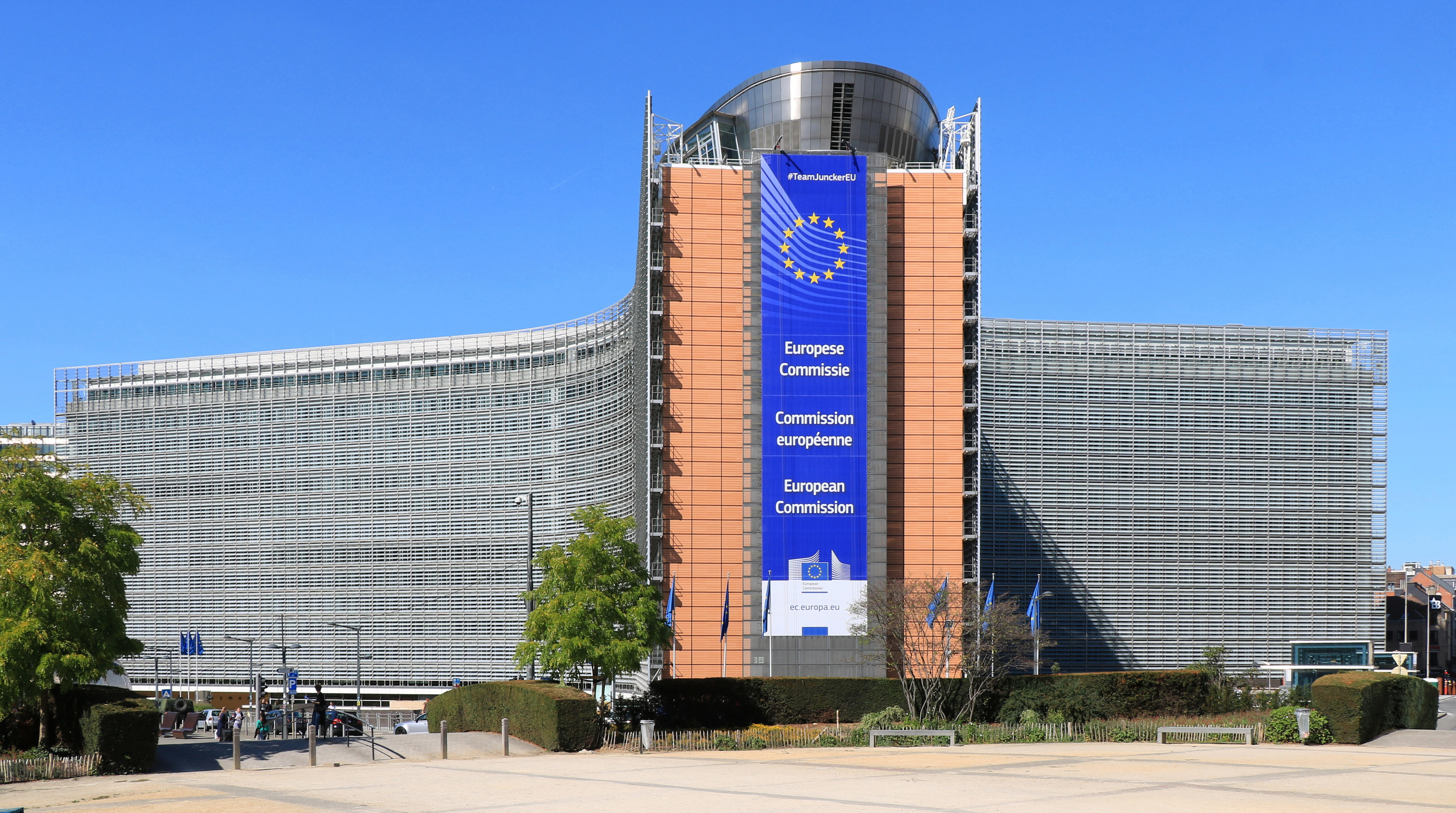
L'edificio Berlaymont a Bruxelles, sede del Segretariato generale della Commissione europea.

Il Segretariato generale della Commissione europea è una Direzione generale della Commissione europea che risponde direttamente al Presidente della Commissione. Il suo direttore è il Segretario generale della Commissione europea, attualmente è Ilze Juhansone.

## Organizzazione
Il compito fondamentale del Segretariato generale è quello di consentire alla Commissione di funzionare in modo fluido ed efficace. Il Segretariato generale infatti sostiene e facilita l'attività complessiva della Commissione, del suo Presidente  e dei ventisette commissari, curando ad esempio l'organizzazione delle riunioni e del lavoro quotidiano della Commissione, la stesura dei verbali, ecc. Il Segretariato si preoccupa di garantire che il processo decisionale della Commissione rispetti le priorità politiche della Commissione e sia coerente, curando ad esempio il coordinamento tra le diverse Direzioni Generali della Commissione e offrendo servizi di consulenza e arbitrato.
Il Segretariato generale assiste inoltre gli altri servizi della Commissione. Il Segretariato è anche il punto di riferimento per le altre istituzioni europee, i parlamenti nazionali o le organizzazioni non governative che vogliono entrare in contatto con la Commissione europea.
Il Segretariato generale ha sede a Bruxelles. Vi lavorano circa seicento dipendenti.

## Lista dei Segretari generali
| Segretario generale         | Nazionalità | In carica dal     | Fino al           | Commissioni                 |
| --------------------------- | ----------- | ----------------- | ----------------- | --------------------------- |
| Émile Noël                  | Francia     | 1958              | 1987              |                             |
| Émile Noël                  | Francia     | 1958              | 1987              | Commissione Hallstein I     |
| Émile Noël                  | Francia     | 1958              | 1987              | Commissione Hallstein II    |
| Émile Noël                  | Francia     | 1958              | 1987              | Commissione Rey             |
| Émile Noël                  | Francia     | 1958              | 1987              | Commissione Malfatti        |
| Émile Noël                  | Francia     | 1958              | 1987              | Commissione Mansholt        |
| Émile Noël                  | Francia     | 1958              | 1987              | Commissione Ortoli          |
| Émile Noël                  | Francia     | 1958              | 1987              | Commissione Jenkins         |
| Émile Noël                  | Francia     | 1958              | 1987              | Commissione Thorn           |
| Émile Noël                  | Francia     | 1958              | 1987              | Commissione Delors I        |
| David Williamson            | Regno Unito | 1987              | 1997              |                             |
| David Williamson            | Regno Unito | 1987              | 1997              | Commissione Delors I        |
| David Williamson            | Regno Unito | 1987              | 1997              | Commissione Delors II       |
| David Williamson            | Regno Unito | 1987              | 1997              | Commissione Delors III      |
| David Williamson            | Regno Unito | 1987              | 1997              | Commissione Santer          |
| Carlo Trojan                | Paesi Bassi | 1997              | 2000              |                             |
| Carlo Trojan                | Paesi Bassi | 1997              | 2000              | Commissione Santer          |
| Carlo Trojan                | Paesi Bassi | 1997              | 2000              | Commissione Marín           |
| Carlo Trojan                | Paesi Bassi | 1997              | 2000              | Commissione Prodi           |
| David O'Sullivan            | Irlanda     | 2000              | 10 novembre 2005  |                             |
| David O'Sullivan            | Irlanda     | 2000              | 10 novembre 2005  | Commissione Prodi           |
| David O'Sullivan            | Irlanda     | 2000              | 10 novembre 2005  | Commissione Barroso I       |
| Catherine Day               | Irlanda     | 10 novembre 2005  | 1º settembre 2015 |                             |
| Catherine Day               | Irlanda     | 10 novembre 2005  | 1º settembre 2015 | Commissione Barroso I       |
| Catherine Day               | Irlanda     | 10 novembre 2005  | 1º settembre 2015 | Commissione Barroso II      |
| Catherine Day               | Irlanda     | 10 novembre 2005  | 1º settembre 2015 | Commissione Juncker         |
| Alexander Italianer         | Paesi Bassi | 1º settembre 2015 | 1º marzo 2018     | Commissione Juncker         |
| Martin Selmayr              | Germania    | 1º marzo 2018     | 1º agosto 2019    | Commissione Juncker         |
| Ilze Juhansone (ad interim) | Lettonia    | 1º agosto 2019    | in carica         |                             |
| Ilze Juhansone (ad interim) | Lettonia    | 1º agosto 2019    | in carica         | Commissione Juncker         |
| Ilze Juhansone (ad interim) | Lettonia    | 1º agosto 2019    | in carica         | Commissione von der Leyen I |